# Abierto Mexicano Los Cabos Open 2016 - Qualificazioni singolare
Le qualificazioni del singolare dell'Abierto Mexicano Los Cabos Open 2016 sono state un torneo di tennis preliminare per accedere alla fase finale della manifestazione. I vincitori dell'ultimo turno sono entrati di diritto nel tabellone principale. In caso di ritiro di uno o più giocatori aventi diritto a questi sono subentrati i lucky loser, ossia i giocatori che hanno perso nell'ultimo turno ma che avevano una classifica più alta rispetto agli altri partecipanti che avevano comunque perso nel turno finale.

## Teste di serie
1. Jared Donaldson (qualificato)
2. Miša Zverev (qualificato)
3. Noah Rubin (qualificato)
4. Amir Weintraub (qualificato)

1. Alexander Sarkissian (ultimo turno)
2. Alejandro Falla (ultimo turno)
3. Juan Ignacio Londero (ultimo turno)
4. Manuel Sánchez (ultimo turno)

## Qualificati
1. Jared Donaldson
2. Miša Zverev

1. Noah Rubin
2. Amir Weintraub

## Tabellone

### Legenda
| - Q = Qualificato - WC = Wild card - LL = Lucky loser | - ALT = Alternate - SE = Special Exempt - PR = Protected Ranking | - w/o = Walkover - r = Ritirato - d = Squalificato |

### Sezione 1
|  | Primo turno | Primo turno      | Primo turno     | Primo turno | Primo turno |  |  | Ultimo turno | Ultimo turno    | Ultimo turno    | Ultimo turno | Ultimo turno |  |
|  |             |                  |                 |             |             |  |  |              |                 |                 |              |              |  |
|  | 1           | Jared Donaldson  | 4               | 2           |             |  |  |              |                 |                 |              |              |  |
|  | Alt         | Robert Lindstedt | 6               | 1           | r           |  |  | 1            | Jared Donaldson | Jared Donaldson | 6            | 6            |  |
|  |             | Andrew Carter    | Andrew Carter   | 4           | 3           |  |  | 6            | Alejandro Falla | Alejandro Falla | 2            | 3            |  |
|  | 6           | Alejandro Falla  | Alejandro Falla | 6           | 6           |  |  |              |                 |                 |              |              |  |

### Sezione 2
|  | Primo turno | Primo turno          | Primo turno          | Primo turno | Primo turno |  |  | Ultimo turno | Ultimo turno         | Ultimo turno         | Ultimo turno | Ultimo turno |  |
|  |             |                      |                      |             |             |  |  |              |                      |                      |              |              |  |
|  | 2           | Miša Zverev          | 6                    | 65          | 6           |  |  |              |                      |                      |              |              |  |
|  |             | Mate Pavić           | 4                    | 7           | 3           |  |  | 2            | Miša Zverev          | Miša Zverev          | 6            | 6            |  |
|  | Alt         | Luis Patiño          | Luis Patiño          | 1           | 3           |  |  | 5            | Alexander Sarkissian | Alexander Sarkissian | 1            | 2            |  |
|  | 5           | Alexander Sarkissian | Alexander Sarkissian | 6           | 6           |  |  |              |                      |                      |              |              |  |

### Sezione 3
|  | Primo turno | Primo turno          | Primo turno      | Primo turno | Primo turno |  |  | Ultimo turno | Ultimo turno   | Ultimo turno | Ultimo turno | Ultimo turno |  |
|  |             |                      |                  |             |             |  |  |              |                |              |              |              |  |
|  | 3           | Noah Rubin           | Noah Rubin       | 6           | 6           |  |  |              |                |              |              |              |  |
|  | WC          | Fernando Cabrera     | Fernando Cabrera | 0           | 2           |  |  | 3            | Noah Rubin     | 6            | 3            | 6            |  |
|  | WC          | Juan Ignacio Batalla | 1                | 7           | 1           |  |  | 8/Alt        | Manuel Sánchez | 4            | 6            | 3            |  |
|  | 8/Alt       | Manuel Sánchez       | 6                | 62          | 6           |  |  |              |                |              |              |              |  |

### Sezione 4
|  | Primo turno | Primo turno             | Primo turno             | Primo turno | Primo turno |  |  | Ultimo turno | Ultimo turno         | Ultimo turno         | Ultimo turno | Ultimo turno |  |
|  |             |                         |                         |             |             |  |  |              |                      |                      |              |              |  |
|  | 4           | Amir Weintraub          | Amir Weintraub          | 7           | 6           |  |  |              |                      |                      |              |              |  |
|  |             | Daniel Garza            | Daniel Garza            | 64          | 0           |  |  | 4            | Amir Weintraub       | Amir Weintraub       | 7            | 6            |  |
|  | Alt         | Carlos Ramírez Utermann | Carlos Ramírez Utermann | 5           | 2           |  |  | 7            | Juan Ignacio Londero | Juan Ignacio Londero | 5            | 1            |  |
|  | 7           | Juan Ignacio Londero    | Juan Ignacio Londero    | 7           | 6           |  |  |              |                      |                      |              |              |  |